# Нема ћара од бећара
Нема ћара од бећара је четврти студијски албум певачице Снежане Ђуришић. Објављен је 25. маја 1982. за ПГП-РТБ као ЛП и касета.

## Песме на албуму
| Бр. | Песма                       | Музика             | Текст             |
| --- | --------------------------- | ------------------ | ----------------- |
| 1.  | Нема ћара од бећара         | Драган Александрић | Радмила Тодоровић |
| 2.  | Мене нана негује и гледа    | Драган Александрић | Радмила Тодоровић |
| 3.  | Дошли смо до прага среће    | Драган Александрић | Сретен Гајић      |
| 4.  | Буди најбољи ђак            | Драган Александрић | Радмила Тодоровић |
| 5.  | Дођи, никад није касно      | Драган Александрић | Драган Шундерић   |
| 6.  | Врело срце јелек раскопчава | Драган Александрић | Мирјана Илић      |
| 7.  | Твоја суза најављује крај   | Драган Александрић | Панта Радивојевић |
| 8.  | Стигло лето у наше атаре    | Драган Александрић | Мића Милутиновић  |

## Информације о албуму
- Аранжмани: Драган Александрић
- Оркестар Драгана Александрића
- Фотографије: Зоран Кузмановић
- Дизајн: Иван Ћулум